# 改訂版聖書
『改訂版聖書』（かいていばんせいしょ、英語: Revised Version、略称：RV）はイギリスでジェームズ王版聖書（1611年出版）の改訂版として19世紀後半に出版された英語聖書を指す。新約聖書は1881年に、旧約聖書は1885年に、外典は1894年に出版された。
1870年にカンタベリーでの集会で決まった改訂の目的は、「慣用句や語彙を変えることなく、ジェームズ王版聖書を現在の英語状態に適応させる」ことであり、また「それを最近の聖書研究レベルにも合わせる」ことであった。
改訂版聖書のテキストはあまりに逐語訳的で平板な表現ではあったが、しかし近代の英語聖書翻訳上、様々な意味で大きな意義があった。改訂版の出版時期にはジェームズ王版聖書が300年も経ったヴィクトリア朝のイングランドで、まだおもな聖書として使われていて、改訂版はその後の近代英語聖書の前触れであったといえる。また様々な意味で、改定版聖書はジェームズ王版よりも正確であった。

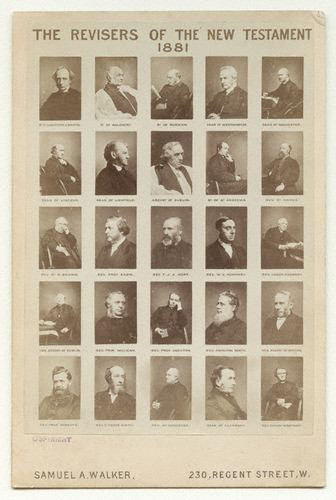
改訂版聖書（1985年）中の新約聖書の編集者たち

改訂版作成の作業には、米国の人たちも手紙でのやり取りで参加して、このアメリカ版が1901年出版の『アメリカ標準訳』（American Standard Version）として作られている。これはより少し正確である点を除いて、強いて違いをあげるとすれば、旧約聖書の「四字神名」（YHVH）が「主」（the Lord）でなくて、「ヤハウェ」（Jehovah）をより多く使っているということである。

## 参照項目
- 『アメリカ標準版聖書』